# Puente de Rey
Puente de Rey es una localidad del municipio leonés de Villafranca del Bierzo, en la Comunidad Autónoma de Castilla y León. 

## Localidades limítrofes
Confina con las siguientes localidades:
- Al norte con Paradaseca.
- Al noreste con Pobladura de Somoza.
- Al sureste con Valtuille de Arriba.
- Al sur con Villafranca del Bierzo.
- Al oeste con Landoiro.

## Demografía
Evolución de la población
| Gráfica de evolución demográfica de Puente de Rey entre 2000 y 2017 |
|                                                                     |
| Población de derecho (2000-2017) según el padrón municipal del INE  |